# John Heartfield
John Heartfield (Berlín, 9 de junio de 1891 - Berlín Este, 26 de abril de 1968) fue artista alemán del período dadaísta, especializado en el fotomontaje.

## Biografía
Su nombre real era Helmut Herzfeld. Vivió una infancia poco común (fue abandonado por sus padres) y mostró desde muy pronto un raro talento artístico. Durante la Primera Guerra Mundial, se vio obligado a alistarse en el ejército (aunque luego lo abandonó, fingiendo una depresión nerviosa). Fue en este momento cuando, a modo de protesta, cambió su nombre por el de John Heartfield.
Al finalizar la guerra, Heartfield se unió al grupo Dadá, así como al Partido Comunista (KPD). A partir de este momento, el trabajo del artista alemán tendría una gran carga de denuncia política (fue muy crítico con la República de Weimar, al igual que su amigo Bertolt Brecht). Cada vez más implicado en el terreno del fotomontaje, trabajó en revistas ilustradas. Durante 1930 y 1931, viajó por la Unión Soviética. 
Cuando el régimen de Hitler se estableció en Alemania, Heartfield huyó a Checoslovaquia. Fue durante el período de la Segunda Guerra Mundial cuando su trabajo resultó más productivo y más representativo de su personalidad como artista. La mayoría del arte de Heartfield es una crítica satírica al Tercer Reich, y en particular a la figura de Adolf Hitler (una de sus obras más conocidas es "Adolf, el superhombre, traga oro y vomita basura"). Asimismo, condenó el antisemitismo y la sociedad industrial capitalista. ("El capitalismo les está robando su última pieza de pan", "La conquista de las máquinas").
No volvió a su país natal hasta 1948 (a Leipzig, en la República Democrática Alemana). Desempeñó trabajos de profesor universitario y fundó su propia editorial. Para entonces, ya estaba gravemente enfermo. Fue durante la década de los años 1950, y en Alemania oriental, cuando su obra fue realmente reconocida por el público.
Heartfield continuó en activo durante varios años, viajando regularmente a China (donde rodaría su primera película, una obra autobiográfica), y comisariando algunas exposiciones propias. Su mano aparece en la portada del primer disco de la banda System of a Down.
Heartfield falleció en 1968 en Berlín Este, en la República Democrática Alemana.
Cabe destacar que su obra influyó, en gran medida, al famoso fotomontador Josep Renau.